# ريان بيفر
ريان بيفر (بالإنجليزية: Ryan Beaver)‏ هو كاتب أغاني أمريكي، ولد في 17 مارس 1984 في مقاطعة هنت في الولايات المتحدة.

## وصلات خارجية
- الموقع الرسمي